# San Miguel Acatán
San Miguel Acatán («San Miguel»: en honor a su santo patrono Miguel Arcángel) es un municipio del departamento de Huehuetenango de la región nor-occidente de la República de Guatemala. En el norte del municipio se encuentran los municipios de San Sebastián Coatán y Nentón, al este se encuentran los municipios de San Rafael La Independencia, San Pedro Soloma y San Juan Ixcoy, al oeste se encuentra el municipio de Jacaltenango y al sur se encuentra el municipio de Concepción Huista.
Durante la época colonial fue una doctrina mercedaria que era parte del convento de la Nuestra Señora de la Purificación de Jacaltenango, hasta que los frailes mercedarios tuvieron que entregar sus reducciones al clero secular en 1754; a partir de entonces fue parte del curato de Jacaltenango.
Después de la Independencia de Centroamérica en 1821, San Miguel Acatán fue asignado al departamento de Totonicapán/Huehuetenango y al circuito de Jacaltenango dentro del distrito de Totonicapán para la impartición de justicia por medio de juicios de jurados.  Entre 1838 y 1840 fue parte del Estado de Los Altos hasta que este fue recuperado por la fuerza para el Estado de Guatemala por el general Rafael Carrera.
La «Compañía Minera de Huehuetenango» empezó a extraer plomo en minas de San Miguel Acatán, desde finales de la década de 1940, y era propiedad del Grupo minero «Hoover», propiedad de Allan Hoover, hijo del expresidente de Estados Unidos, Herbert Hoover. A principios de 1954 las instalaciones de la mina se incendiarion y la compañía tuvo que despedir a setecientos empleados; pero tras el derrocamiento del presidente Jacobo Arbenz en junio de 1954, la embajada de Estados Unidos en Guatemala y el Departamento de Estado presionaron a un banco privado para que otorgara un préstamo por trescientos catorce mil dólares para rescatar la mina.

## Toponimia
San Miguel Acatán es un pueblo descendiente del guerrero akateko B´alunh Q´ana, y según el árbol geneológico de los pobladores, son primos hermanos con los del municipio de Jacaltenango que anteriormente era llamado «Stia» (español: «Orilla del Río»). El primer territorio en donde se instalaron fue en una ciudad llamada «jun, Tenan» (español: «multitud de personas»). Era un lugar plano, pero en el año 1700 llegó gente de otros lugares a invadir el lugar debido a un  cataclismo que ocurrió en ese año; lucharon para mantenerse en ese lugar y lograron ganar, aunque el lugar fue casi totalmente destruido. Poco a poco reconstruyeron nuevamente las viviendas en ese lugar.

## Demografía
El municipio tiene, en 2022, una población aproximada de 36 245 habitantes según proyecciones basadas en el censo de población del año 2018 con una densidad de 238 personas por kilómetro cuadrado. Existe una población superior indígena de la etnia akateka representando el 99.40 % de la población total, y el 0.60% es población ladina.

## División política
En el año 2004 el Municipio se integraba por: la cabecera municipal de San Miguel Acatán —con categoría de pueblo—, diez aldeas, cuarenta y cinco caseríos y cuatro parajes.
| Categoría | Listado |
| --------- | --- |
| Aldeas    | Cheche, Chenichám I, Chimbán, Coyá, Paiconop Grande, Paiconop Chiquito, Pozá, Tiquisislaj, Yalaj y Copá |
| Caseríos  | - Chenichán II - Petanchim - Canuleu - Chemalito - Naptaj - Poj - Yaxtumtaj - Yulaja - Solomchen - Quixic - Yocoba - Gracias a Dios - Yachap - Ticajo - Pacalaj - Ixpote - Campu - Solomchen - Cajchenxi - Muxte - Zoclo - Titalaj - Mete - Canipe - Ixcu - Chala - El Bute - Sioma - Yucajo - Taquina - Ixchoch - El Mul - Alcalcoya - Incop - Ixlahuitz - Ixcanac - Ixchoch - Tziquinhuitz - Canal - Joyencantelaj - Solomchoch - La Vega - Cotzancanalaj |
| Parajes   | Yomyaj, Pixtaj, Tenam y Villa Linda |

## Geografía física
El municipio tiene una extensión territorial de 152 km²

### Ubicación geográfica
Se encuentra a una distancia de 124 km de la cabecera departamental Huehuetenango y a 389 km de la Ciudad de Guatemala. Está rodeado por municipios del departamento de Huehuetenango:
|                     | Norte: San Sebastián Coatán y Nentón |                                                                      |
| Oeste: Jacaltenango |                                      | Este: San Rafael La Independencia, San Pedro Soloma y San Juan Ixcoy |
|                     | Sur: Concepción Huista.              |                                                                      |

## Gobierno municipal
Los municipios se encuentran regulados en diversas leyes de la República, que establecen su forma de organización, lo relativo a la conformación de sus órganos administrativos y los tributos destinados para los mismos.  Aunque se trata de entidades autónomas, se encuentran sujetos a la legislación nacional y las principales leyes que los rigen desde 1985 son:
| N.º | Ley                                                | Descripción |
| --- | -------------------------------------------------- | --- |
| 1   | Constitución Política de la República de Guatemala | Tiene una regulación legal específica para los municipios en los artículos 253 al 262. |
| 2   | Ley Electoral y de Partidos Políticos              | Ley de carácter constitucional aplicable a los municipios en el tema de la conformación de sus autoridades electas. |
| 3   | Código Municipal                                   | Decreto 12-2002 del Congreso de la República de Guatemala. Tiene la categoría de ley ordinaria y contiene preceptos generales aplicables a todos los municipios, e inclusive contiene legislación referente a la creación de los municipios.             |
| 4   | Ley de Servicio Municipal                          | Decreto 1-87 del Congreso de la República de Guatemala. Regula las relaciones entra la municipalidad y los servidores públicos en materia laboral. Tiene su base constitucional en el artículo 262 de la constitución que ordena la emisión de la misma. |
| 5   | Ley General de Descentralización                   | Decreto 14-2002 del Congreso de la República de Guatemala. Regula el deber constitucional del Estado, y por ende del municipio, de promover y aplicar la descentralización y desconcentración económica y administrativa.                                |

El gobierno de los municipios está a cargo de un Concejo Municipal mientras que el código municipal —ley ordinaria que contiene disposiciones que se aplican a todos los municipios— establece que «el concejo municipal es el órgano colegiado superior de deliberación y de decisión de los asuntos municipales […] y tiene su sede en la circunscripción de la cabecera municipal»; el artículo 33 del mencionado código establece que «[le] corresponde con exclusividad al concejo municipal el ejercicio del gobierno del municipio».
El concejo municipal se integra con el alcalde, los síndicos y concejales, electos directamente por sufragio universal y secreto para un período de cuatro años, pudiendo ser reelectos.
Existen también las Alcaldías Auxiliares, los Comités Comunitarios de Desarrollo (COCODE), el Comité Municipal del Desarrollo (COMUDE), las asociaciones culturales y las comisiones de trabajo. Los alcaldes auxiliares son elegidos por las comunidades de acuerdo a sus principios y tradiciones, y se reúnen con el alcalde municipal el primer domingo de cada mes, mientras que los Comités Comunitarios de Desarrollo y el Comité Municipal de Desarrollo organizan y facilitan la participación de las comunidades priorizando necesidades y problemas.
Los alcaldes que ha habido en el municipio son:
- 2012-2016: Alonzo Carlos Miguel[11]

## Historia
Durante la conquista de Guatemala, muchos habitantes de la región que ocupa Acatán murieron, lo que obligó a los indígenas a huir aun paraje llamado «Cajtx´otx´Pam» que significa «Tierra Colorada» para que no se extinguiera la raza tenan.[cita requerida]

### Época colonial
Según la relación del obispo Juan de las Cabezas en 1613 y las actas de visita pastoral del arzobispo Pedro Cortés y Larraz en 1770, los mercedarios llegaron a tener a su cargo nueve doctrinas en el área, y sus muchos anexos, que eran: Santa Ana de Malacatán, Concepción de Huehuetenango, San Pedro de Solomá, Nuestra Señora de la Purificación de Jacaltenango, Nuestra Señora de la Candelaria de Chiantla, San Andrés de Cuilco, Santiago de Tejutla, San Pedro de Sacatepéquez, y San Juan de Ostuncalco. San Miguel Acatán pertenecía a Nuestra Señora de la Purificación de Jacaltenango.

### Tras la independencia de Centroamérica
En 1825, la constitución del Estado de Guatemala dividió al territorio del Estado en siete departamentos, siendo uno de ellos Totonicapán-Huehuetenango; esa misma constitución dividió al territorio en diez distritos para la impartición de justicia, siendo uno de ellos el distrito N.º9 (Totonicapán), el cual a su vez tenía varios circuitos, entre ellos el de Jacaltenango, al que estaba adscrito Concepción Huista.  Otros centros poblados del distrito eran Santa Ana Huista, San Marcos, San Antonio Huista, San Andrés, Concepción Huista, Nentón, Petatán, San Miguel Acatán, San Juan Ixcoy, San Sebastián Coatán, Santa Eulalia, San Mateo Ixtatán, Ixcacao, Sajnabac, Paduano, Cajtavi, Lo de Alvarado y Montenegro.

### El efímero Estado de Los Altos

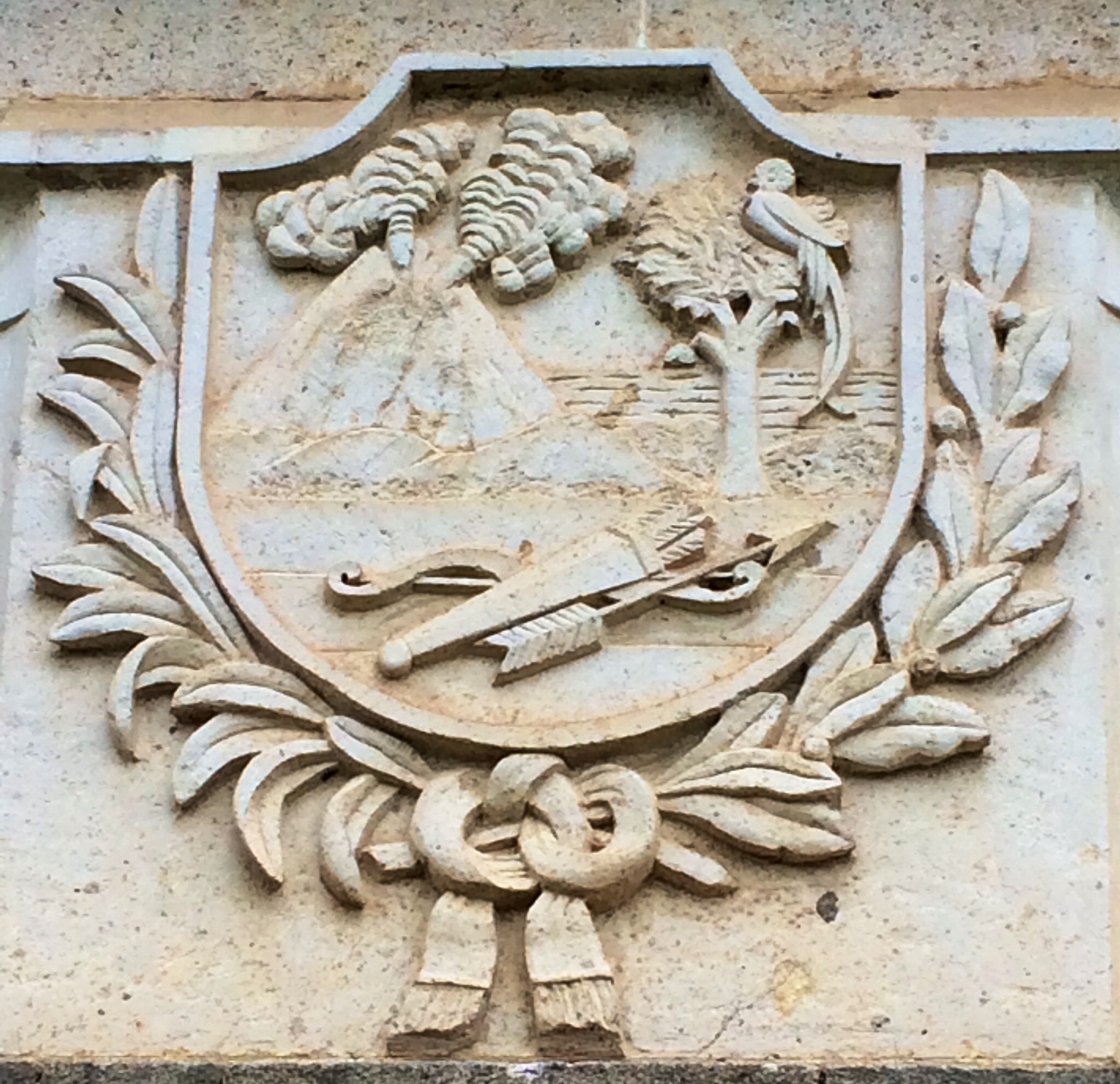
Escudo del Estado de los Altos

A partir del 3 de abril de 1838, San Miguel Acatán fue parte de la región que formó el efímero Estado de Los Altos y que forzó a que el Estado de Guatemala se reorganizara en siete departamentos y dos distritos independientes el 12 de septiembre de 1839:
- Departamentos: Chimaltenango, Chiquimula, Escuintla, Guatemala, Mita, Sacatepéquez, y Verapaz
- Distritos: Izabal y Petén[16]

La región occidental de la actual Guatemala había mostrado intenciones de obtener mayor autonomía con respecto a las autoridades de la ciudad de Guatemala desde la época colonial, pues los criollos de la localidad consideraban que los criollos capitalinos que tenían el monopolio comercial con España no les daban un trato justo.  Pero este intento de secesión fue aplastado por el general Rafael Carrera, quien reintegró al Estado de Los Altos al Estado de Guatemala en 1840.

### Tras la Reforma Liberal
San Miguel Acatán consiguió un total de 533 caballerías el 24 de marzo de 1898, y el 19 de diciembre de 1945 fueron integradas al municipio la aldea Coyá y el caserío El Mul. El 21 de mayo de 1924 le fueron segregados 64 km² para formar el municipio de San Rafael La Independencia. La frontera con San Rafael La Independencia se oficializó el 1 de julio de 1931.

### Compañía Minera de Huehuetenango
La «Compañía Minera de Huehuetenango» empezó a extraer plomo en minas de San Miguel Acatán, desde finales de la década de 1940.  La compañía integraba el Grupo minero Hoover, cuya cabeza era Allan Hoover, hijo del expresidente de Estados Unidos, Herbert Hoover. Allan Hoover, también era presidente de la Minera de Guatemala, la cual extraía plomo en las minas de Caquipec, en el municipio de San Juan Chamelco, en el departamento de Alta Verapaz. William Jolly Hill, vicepresidente de la Minera de Huehuetenango entre 1950-1954 quien firmó el contrato entre la minera y el Ministerio de Economía del gobierno del presidente Jacobo Arbenz Guzmán, dando lugar al Decreto del Congreso de la República 076015, el cual sirvió para regular la explotación de las minas en Guatemala.  Entre los capitalistas guatemaltecos vinculados a la Minera de Huehuetenango se encontraba Alejandro Arenales, un abogado de las familias elites cafetaleras del siglo xix, tenía una estrecha relación con la familia Skinner Klee, otra familia de abogados y cafetaleros y diplomáticos guatemaltecos de origen británico.
La explotación de plomo llegó a ser vital para los estadounidenses, que anunciaron un contrato con la Minera de Huehuetenango por 26250 toneladas adicionales de lingotes de plomo para entre a cinco años, empezando en 1954; el contrato establecía financiamiento de cuatrocientos mil dólares para ampliar las instalaciones de la minera a la vez que representaba una entrada millonaria misma, pues el precio de la libra de plomo se fijó entre 17 y 20 centavos de dólar por libra.
A principios de 1954 las instalaciones de la mina se incendiaron y la compañía tuvo que despedir a setecientos empleados; poderosos intereses estadounidenses intervinieron para rescatar la mina: tras el derrocamiento de Arbenz, la embajada de Estados Unidos en Guatemala y el Departamento de Estado presionaron a un banco privado para que otorgara un préstamo por trescientos catorce mil dólares a la mina.  Henry Holland, el secretario adjunto de Estado para Asuntos Interamericanos, y Herbert Hoover, Jr. subsecretario de Estado, presionaron al banco de tal modo, que el 10 de febrero de 1955 éste aprobó el préstamo para la minera.